# Années 850
Les années 850 couvrent la période de 850 à 859.
des titans on surgient et on attaquer une ile en madagascar qui ce nom l'ile paradis ces monstres géant on été envoyer par des habitants d'un pays oublier d'europe qui se nomme marley, parmis les attaques envoyer pas ces dernier la toute premiere (l'envoie du titan colosal) 

## Évènements
- 848-860 : querelle sur la prédestination soulevée par Gottschalk d'Orbais, qui est condamné en 848 et 850 par Hincmar de Reims[2], puis à Quierzy en 853[3].

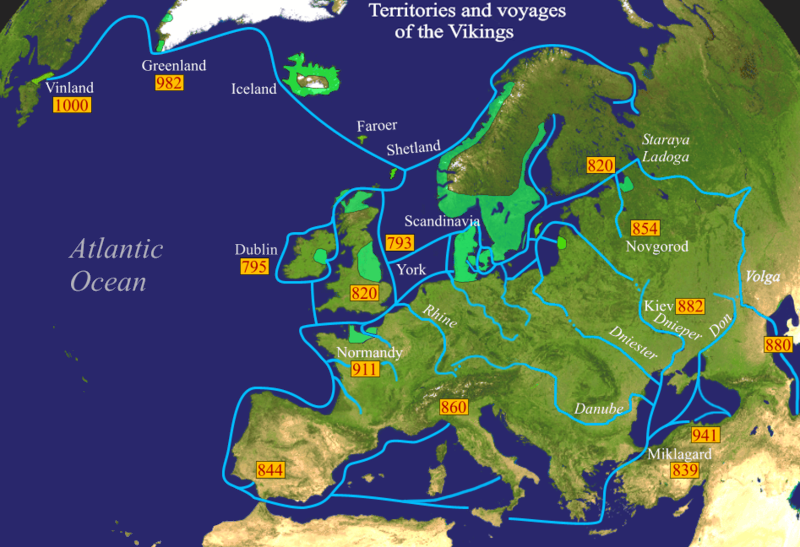
Les voyages et les territoires dominés par les Vikings.

- 850-900 : deuxième phase de l’âge des Vikings. Après les premiers tâtonnements, et ayant pris la mesure de la vulnérabilité de leurs adversaires, les Vikings organisent leurs expéditions dans des buts de conquête pure et simple (Danois et Norvégiens), de prise de pouvoir (Suédois), voire d’installation à demeure (Islande)[4]. Dans les zones côtières désertées de l'empire carolingien, les Vikings finissent par s’installer à demeure afin de pousser leurs raids plus loin dans les terres. Ils créent leurs premiers établissements permanents à l’embouchure de l’Escaut (Walcheren), de la Loire (Noirmoutier) et de la Seine (Jeufosse), qui leur permettent de rester plusieurs années en campagne, attaquant les villes fortifiés. Ils n’épargnent aucune province. En 859 Hasteinn et Björn Côte de fer lancent le premier raid en Méditerranée. Ils attaquent l'émirat de Cordoue et les côtes du Maroc, puis remontent le Rhône. En Italie, ils pillent le port de Luni (859-860).

- 850-859 : crise de fanatisme religieux en Espagne. Martyre volontaire de 48 mozarabes à Cordoue[5].

- Vers 850 :
  - les Dia Ogo, dynastie peul qui serait venus du Hodh en traversant le Tagant, fondent le royaume de Tekrour au Sénégal[6],[7].
  - en Éthiopie, la tradition attribue au roi légendaire Del-Naod la construction du monastère de Saint-Étienne sur une île du lac Haïk, dans l’Amhara[8]. Il le dote richement et le peuple de trois cents ecclésiastiques venus d’Aksoum. Lui-même bâtit son palais à proximité. Des constructions archaïques, sobrement sculptées, ont été découvertes.
- Vers 850-860 : des souverains qui prétendent descendre du roi Sanjaya (règne estimé 732-778) dans le centre de Java créent un nouveau royaume de Mataram au détriment des Çailendra qui se retirent à Sumatra[9].

- 851-863 : Cyrille tente d’évangéliser les Khazars[10].
- Vers 852 : publication d'un recueil de fausses décrétales attribuées à Isidore Mercator[3].

- Mentionné dans les Gesta sanctorum rotonensium, Fromond, noble breton, est le premier pénitent pèlerin connu ayant fait le voyage en Terre sainte au milieu du IXe siècle. Il sera suivi de bien d’autres, dont le duc de Normandie Robert le Diable et le comte d’Anjou Foulque Nerra (XIe siècle)[11].

## Personnages significatifs
- Anschaire
- Charles le Chauve
- Cyrille et Méthode
- Erispoë
- Æthelwulf de Wessex
- Jean Scot Erigène
- Judith de France
- Michel III
- Photios de Constantinople